# Liesel Jakobi
Liesel Jakobi wł. Elisabeth Jakobi, po mężu Luxenburger (ur. 28 lutego 1939 w Saarbrücken) – niemiecka lekkoatletka, skoczkini w dal i sprinterka, mistrzyni Europy z 1958. W czasie swojej kariery reprezentowała Republikę Federalną Niemiec.
Startując we wspólnej reprezentacji Niemiec zwyciężyła w skoku w dal na mistrzostwach Europy w 1958 w Sztokholmie, osiągając wynik 6,14 m i wyprzedzając trzy zawodniczki ze Związku Radzieckiego: Walentinę Litujewą, Ninę Protczenko i Aidę Czujko.
Była wicemistrzynią RFN w skoku w dal w 1959 oraz brązową medalistką w 1958, 1960 i 1963. W hali była mistrzynią RFN w skoku w dal w 1958 i 1959 oraz wicemistrzynią w 1960 i 1963, a także mistrzynią w biegu na 60 metrów w 1960 i 1963, wicemistrzynią w 1958 i 1959 oraz brązową medalistką w 1962.
Rekord życiowy Jakobi w skoku w dal wynosił 6,16 m (13 lipca 1963 w Kassel).